# Оссиан
См. статью о Джеймсе Макферсоне
Оссиан (англ. Ossian), правильнее Ойсин (ирл. Oisin, а в соответствии с современным ирландским произношением [Ошинь]) — легендарный кельтский бард III века. От его лица написаны поэмы Джеймса Макферсона и его подражателей.
В его честь назван кратер Ойсин на Европе, спутнике Юпитера.

## Ойсин в народных легендах
Согласно преданию, Оссиан был сыном легендарного кельтского героя Финна Мак Кумала (Фингала) и его супруги Садб. Они жили в Ирландии в III веке нашей эры. Об обстоятельствах рождения Ойсина повествуется в «Преследовании Диармайда и Грайне».
Как Фингал, так и его сын Ойсин управляли «финиями» или «фениями», которые составляли в древней Ирландии постоянную армию (фианну), пользовавшуюся огромными привилегиями. Доступ в неё был обставлен разными трудностями; желающий получить звание финия должен был обладать не только военной доблестью, но также быть поэтом и знать все «12 книг поэзии». Страна много страдала от такого привилегированного сословия, заявлявшего притязания даже на ограничение королевской власти. В конце III в. ирландский король Карб вступил в открытую борьбу с фианной, во главе которой стоял Ойсин. Битва при Гобаре  подорвала господство фианны, но вместе с тем нанесла тяжелый удар военным силам Ирландии и изменила весь строй древней ирландской жизни. Последний из финиев, переживший битву при Гобаре, и был Ойсин. Народная фантазия последующих веков наделила его и его отца сказочно-мифическим ореолом. Оба они сделались любимейшими героями народных песен и сказаний: Фингал — как представитель блестящего прошлого, Ойсин, слепой и несчастный, — как последний его обломок. Народная фантазия заставляет Ойсина прожить гораздо дольше возможной человеческой жизни и дожить до появления св. Патрика, в лице которого христианство нанесло ещё более решительное поражение старому языческому миру Ирландии. По другим версиям, Ойсин вернулся из страны вечной юности (Тир на Ног, аналог Елисейских полей) уже после победы христианства и встретился со св. Патриком. Об их свидании существует масса легенд, сказок, песен и т. п.
В ранних легендах Оссиан не упоминается как поэт. Бардом был его брат — Фергус Сладкоречивый.

## «Поэмы Оссиана», опубликованные Макферсоном

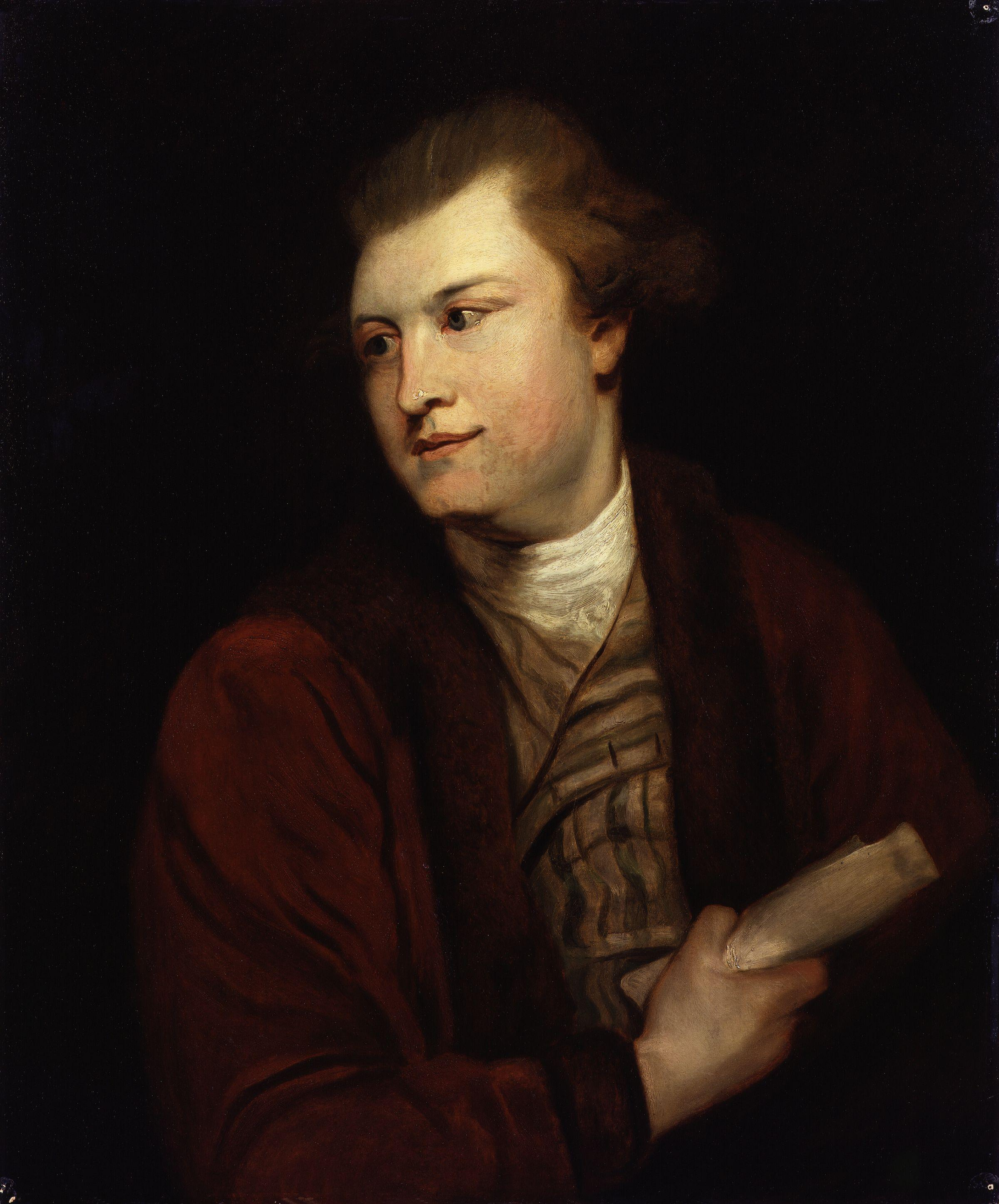
Джеймс Макферсон, худ. Дж. Рейнолдс, до 1792 г.

В середине XVIII века Джеймс Макферсон опубликовал прозаические переводы на английский язык нескольких поэм, принадлежавших, по его словам, барду III века Оссиану. Обстоятельства публикации таковы.
Осенью 1759 года в курортном городке Моффате на юге Шотландии начинающий поэт Джеймс Макферсон, бывший тогда гувернёром при 11-летнем Томасе Грэме, познакомился с Джоном Хоумом (англ. John Home), автором нашумевшей в то время трагедии «Дуглас» (англ. Douglas, 1756). По свидетельству Хоума, однажды разговор зашёл о старинной поэзии шотландских горцев и Макферсон сообщил ему, «что в его распоряжении имеется несколько образцов древней поэзии». Хоум не владел гэльским языком, но упросил Макферсона перевести несколько поэм, чтобы Хоум смог составить представление о духе и особенностях гэльской поэзии. Эти переводы произвели на Хоума сильное впечатление, и он поспешил познакомить с ними своих друзей в Эдинбурге — философов Дэвида Юма и Генри Хоума, лорда Кеймса, историка Вильяма Робертсона, политэконома Адама Смита, составлявших т. н. «избранный кружок» Хью Блэра (англ. Hugh Blair). Блэр, по его собственному выражению, потрясённый высоким поэтическим духом, которым были проникнуты переводы, пригласил к себе Макферсона и не без труда убедил заняться переводами всех имеющихся в его распоряжении гэльских поэм. Итогом этой работы стало издание в июне 1760 г. в Эдинбурге небольшой книжки под названием «Отрывки старинных стихотворений, собранные в горной Шотландии и переведённые с гэльского или эрского языка», содержащей пятнадцать таких отрывков. Имя переводчика не было названо. Успех книги потребовал нового издания, дополненного ещё одним отрывком и осуществлённого в том же 1760 г. В предисловии, которое анонимно написал Блэр, высказывалось предположение, что публикуемые отрывки являются фрагментами большого эпического произведения о войнах Фингала и что многочисленные предания о нём можно ещё разыскать в горной Шотландии.
Блэр уговорил Макферсона оставить место гувернёра и отправиться в горы на поиски уцелевшего гэльского эпоса. После сбора необходимых средств по подписке в конце августа 1760 г. Макферсон отправился в шестинедельное путешествие по графствам Перт, Аргайл и Инвернесс и островам Скай, Саут-Уист, Норт-Уист и Бенбекьюла, входящим в группу Гебридских островов, после чего в октябре приехал в Рутвен. Затем он предпринял второе путешествие на побережье графства Аргайл и остров Малл.
Вернувшись в начале января 1761 года в Эдинбург, Макферсон сообщил, что ему «посчастливилось заполучить довольно-таки полную поэму, настоящий эпос о Фингале. Древность её устанавливается без труда, и она не только превосходит все, что есть на этом языке, но, можно считать, не уступит и более совершенным произведениям в этом духе, имеющимся у иных народов». Блэр и его друзья организовали сбор средств на издание английского перевода этой поэмы, который и был опубликован в Лондоне в 1761—1762 годах под названием «Фингал, древняя эпическая поэма в шести книгах, вместе с несколькими другими поэмами Оссиана, сына Фингала. Переведены с гэльского языка Джеймсом Макферсоном». Этот том был, несмотря на высокую цену, скоро распродан и уже в том же 1762 г. потребовалось второе его издание. А год спустя появился новый том аналогичного оформления — «Темора», имевший, однако, меньший успех у публики.
Таким образом, к 1763 году Макферсон издал две большие поэмы Оссиана — «Фингал» и «Темора» — и 21 малую поэму Оссиана. 11 из 16 фрагментов «древней поэзии» вошли как вставные эпизоды в эти поэмы. Затем он обратился к политической деятельности, неоднократно выступал как политический памфлетист и историк, но его публикации на этом поприще особого успеха не имели. Поэтому последовавшее 1765 году издание двухтомных «Творений Оссиана» являлось почти точным повторением обоих сборников, только в другом полиграфическом оформлении. Лишь при подготовке издания «Поэмы Оссиана» (англ. The Poems of Ossian, 1773), не меняя содержания поэм, Макферсон подверг их значительным стилистическим правкам. Тогда же поэмы были расположены в новой, исторической последовательности: том I — «Кат-лода», «Комала», «Карик-тура», «Картон», «Ойна-морул», «Кольнадона», «Ойтона», «Крома», «Кальтон и Кольмала», «Сражение с Каросом», «Катлин с Клуты», «Суль-мала с Лумона», «Война Инис-тоны», «Песни в Сельме», «Фингал», «Лаемой», «Дар-тула». «Смерть Кухулина», «Битва при Лоре»; том II — «Тенора», «Конлат и Кутона», «Бератон». Более к поэмам Оссиана Макферсон не возвращался.
После публикации «Фингала» на Макферсона обрушились просьбы, переходящие в требования, предъявить подлинные древние рукописи, с которых был выполнен перевод. Макферсон всячески затягивал дело, ссылаясь на свою занятость. Ответом стало издание, содержащее гэльские тексты одиннадцати из поэм Оссиана (включая «Фингала» и «Темору»), вышедшее в 1807 году, уже после смерти Макферсона. Эти тексты, однако, не внесли ясность в вопрос о подлинности поэм Оссиана: по мнению многих исследователей, язык, на котором они написаны, — современный Макферсону гэльский с характерными англицизмами, а сами «оригиналы» — обратные переводы английских «Поэм Оссиана» на гэльский язык. Никаких древних рукописей, хоть сколько-нибудь близких к поэмам Оссиана, до сих пор не найдено, а сами поэмы теперь считаются мистификацией.

## Поэмы Оссиана в европейской культуре

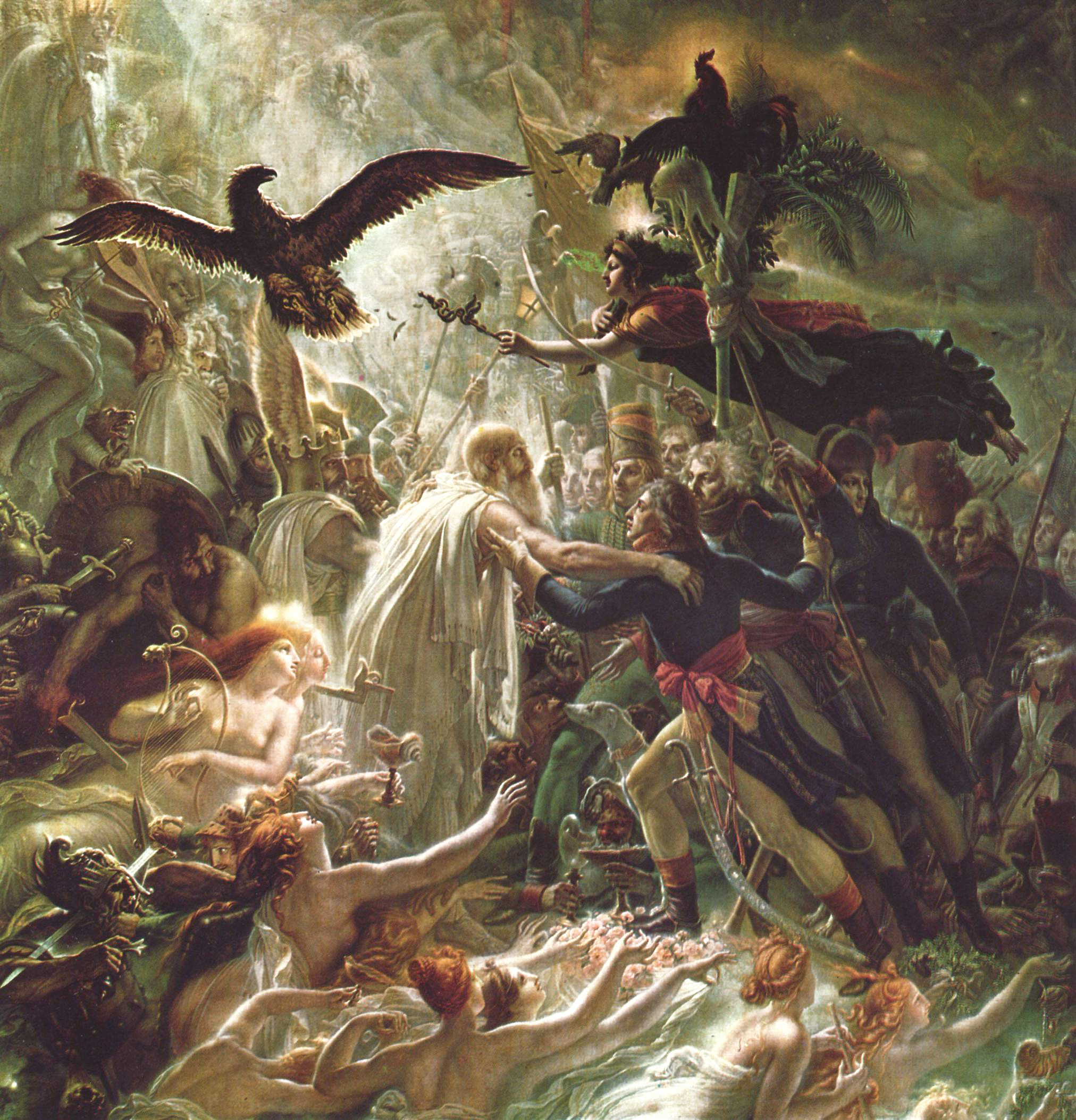
Анн-Луи Жироде-Триозон. Оссиан принимает призраков французских героев, павших за отечество. 1805
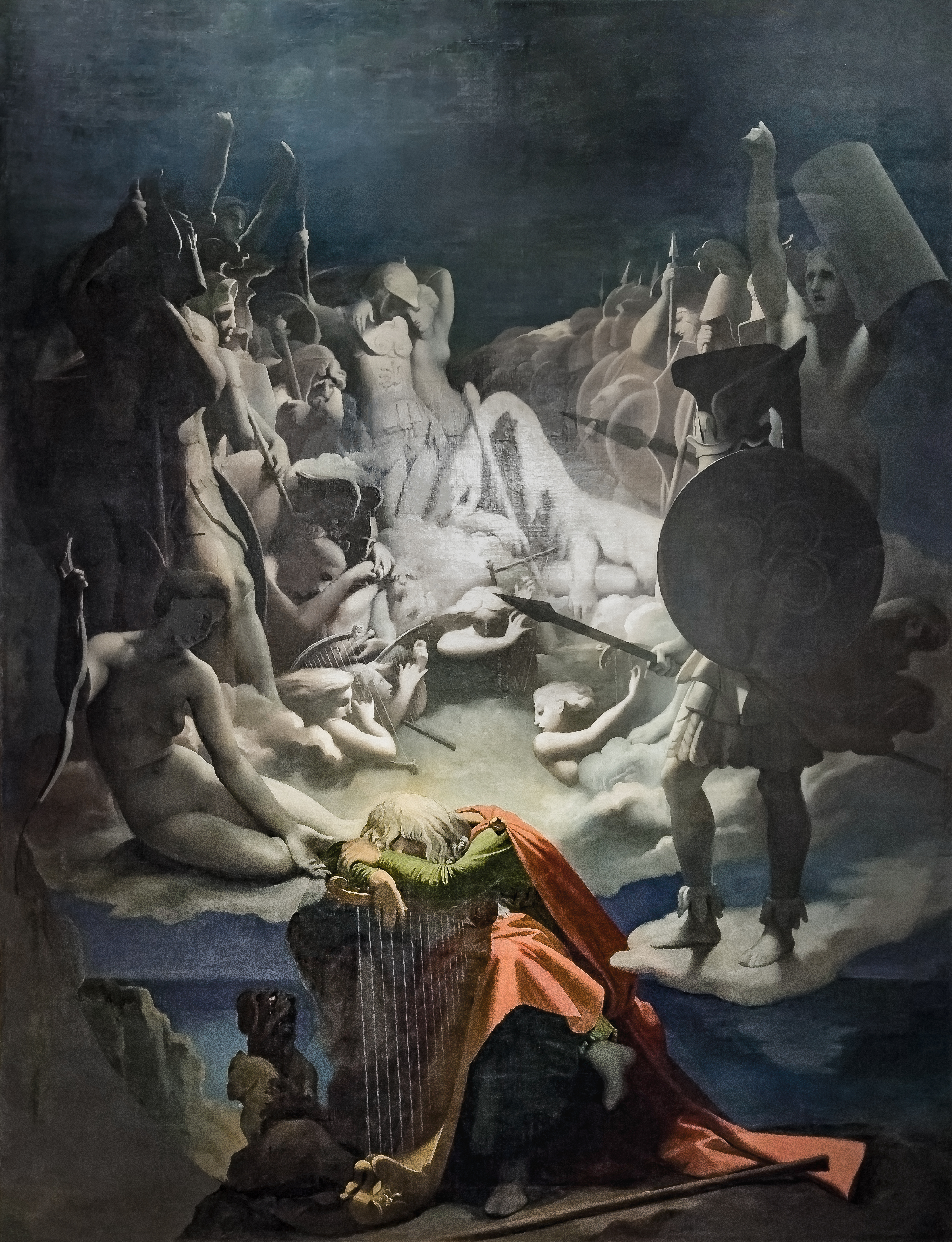
Жан Огюст Доминик Энгр. Сон Оссиана. 1813
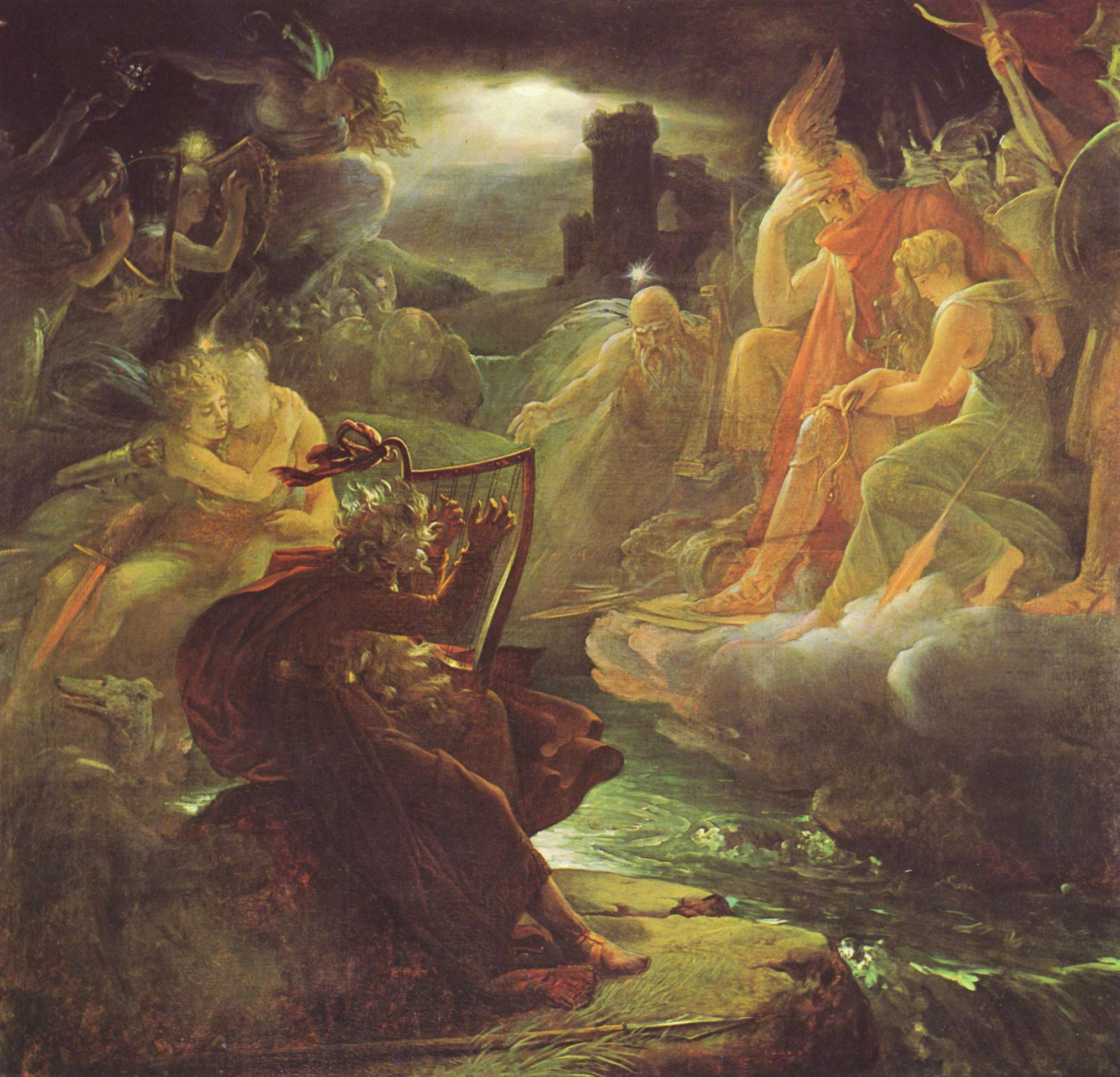
Франсуа Паскаль Симон Жерар. Оссиан на берегу Лоры, взывает к богам под звуки арфы. 1801
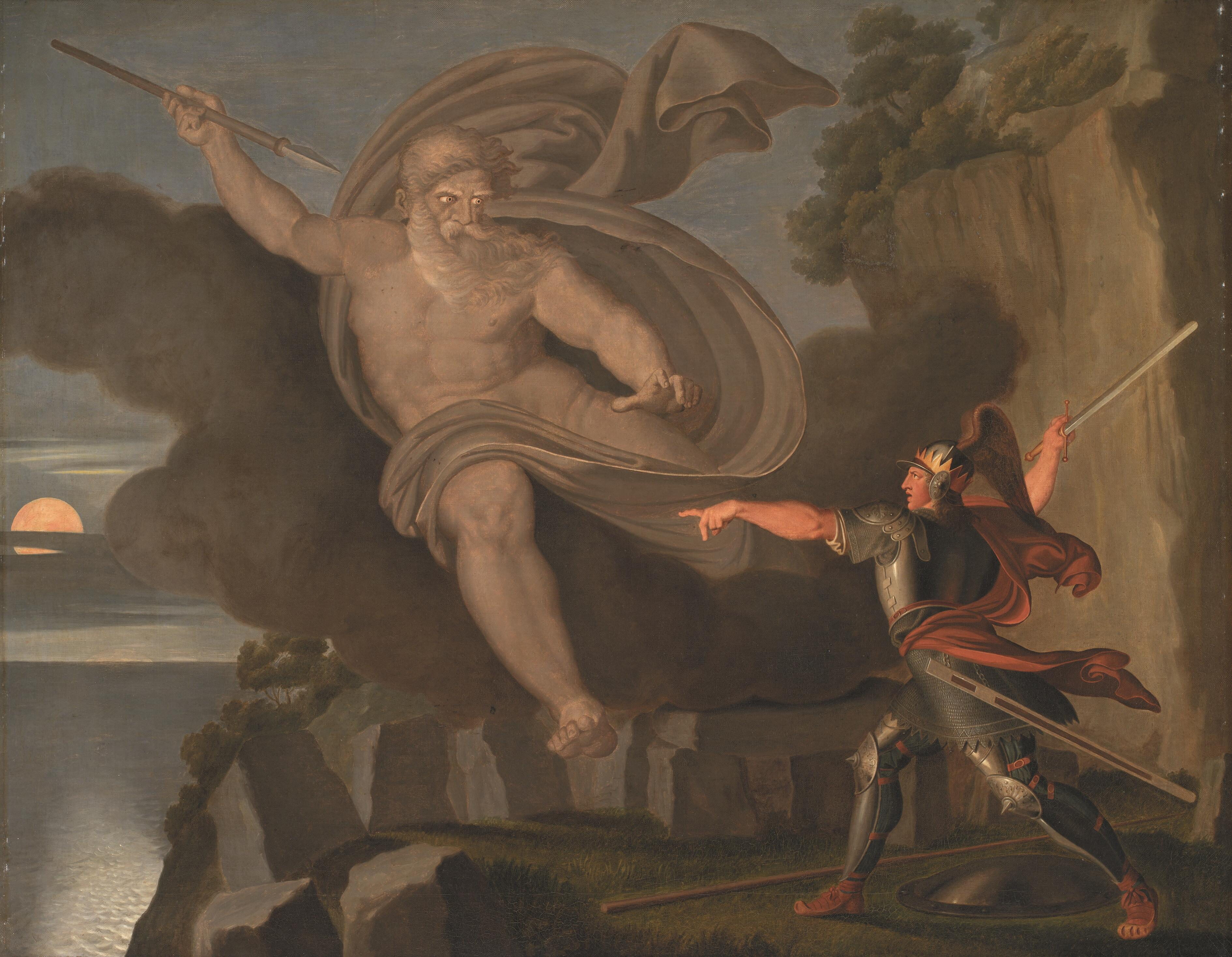
А. Я Карстенс. Битва Фингала с духом Лоды. 1797

Как бы мало ни было значение поэм Оссиана для истории развития эпоса, произведение это сыграло очень большую роль в истории всемирной литературы; влияние его не переставало чувствоваться до половины XIX столетия, несмотря на полное убеждение в его подложности. Подобно тому, как в средние века кельтские сюжеты получили широкое распространение в романах круглого стола, теперь, благодаря Макферсону, они вновь обошли всю Европу, причем в обоих случаях имели значение не только сюжеты, но и идеи и стиль: в романах круглого стола — идеал благородного рыцаря, культ женщины, в поэмах Макферсона — элегический колорит, любовь к необычайному и чудесному — одним словом, всё то, что понимается под выражением «Оссианизма».
В Англии Вальтер Скотт, поэты Озерной школы, даже Байрон отразили на себе это влияние, но нигде не было оно так прочно, как в Германии, где Клопшток, Гердер и поэты «Бури и натиска» явились его верными адептами, и даже Гёте заставил своего Вертера сказать:

«Оссиан вытеснил из моего сердца Гомера. В какой мир вводит меня этот великан! Блуждать по равнине, когда кругом бушует буря и с клубами тумана, при тусклом свете луны, гонит души предков слушать с гор сквозь рев лесного потока приглушенные стоны духов из темных пещер и горестные сетования девушки над четырьмя замшелыми, поросшими травой камнями, под которыми покоится павший герой, её возлюбленный!».

Показательно, что до конца XVIII в. в Германии было опубликовано четыре полных перевода «Поэм Оссиана» и 34 частичных; а в XX веке именно в Германии, а не в Великобритании, вышли единственные текстологически комментированные издания «Отрывков» и «Поэм Оссиана».
Итальянский перевод поэм Оссиана, выполненный Чезаротти, сопровождал Наполеона Бонапарта во всех походах, что придало моде на Оссиана во Франции официозный характер: на оссианические сюжеты сочинялись драмы и оперы, а художники Жерар, Жироде, Энгр писали картины для наполеоновской резиденции Мальмезон.
Влияние поэм Оссиана легко проследить и в России. Первые отрывки из Оссиана попали в русскую печать в 1781 г. в переводе романа Гёте «Страдания юного Вертера», в который вместе с восторженным отзывом включены «Песни Сельмы». Вскоре, в 1788 г. вышли «Поэмы древних бардов» А. И. Дмитриева, представляющие собой вольный пересказ поэм Оссиана, а первое русское стихотворение на сюжет Оссиана в том же году написал И. И. Дмитриев. Державин, Карамзин, Батюшков, Гнедич, Жуковский, Баратынский, Пушкин, Лермонтов и многие другие поэты оставили множество переводов и подражаний Оссиану-Макферсону. Первый полный перевод с очень популярного в XVIII в. французского перевода Летурнера сделан Е. И. Костровым, много позже вышел перевод Е. В. Балобановой и пересказ Ю. Д. Левина.
Во второй половине XIX в. поэмы Оссиана были забыты:

«…среди тысячи англичан или шотландцев средней литературной культуры (если только они не горцы) вы не встретите ни одного, кто бы прочёл страницу Оссиана… Макферсоновского Оссиана не читают; отчасти им восхищаются те очень немногие, кто все же прочёл его, а называют его „чушью“ сотни… и в их числе, я полагаю, большинство тех, кого считают современными глашатаями культурного мнения».

Среди поэтов Серебряного века в своем творчестве вспоминали Оссиана Николай Гумилёв и Осип Мандельштам. Для них образ Оссиана стал собирательным образом героев северных саг.
М. М. Ипполитов-Иванов написал три музыкальные картины для оркестра под названием «Из песен Оссиана» (op. 56).